# Hotel Ukrajina (Černihiv)
Hotel Ukrajina byl hotel, který se nacházel do roku 2022 na adrese ulice Myru 33 v ukrajinském městě Černihiv. Hotel byl zničen při ruské invazi na Ukrajinu při ostřelování pumami v roce 2022.

## Lokalita hotelu
Hotelová budova se nacházela v blízkosti řady dalších institucí občanské vybavenosti. Návštěvníci hotelu mohli vyřizovat požadavky v bance, nakupovat v nedalekých obchodech, navštívit nedaleká divadla nebo si zajít upravit účes ke kadeřníkovi.

## Historie hotelové budovy
Hotelová budova byla prvotně otevřena v roce 1961. K jejímu zničení došlo v roce 2022, kdy se do hotelu trefila ruská puma FAB-500 při ruské invazi na Ukrajinu.

## Vybavenost hotelu pokoji
Hotelová budova se nacházela přibližně 200 metrů od náměstí Krasna. Hotel disponoval celkem 93 pokoji různého druhu. Kabelová televize, trezor, klimatizace a minilednice byly součástí každého pokoje.